# Partizánska Ľupča

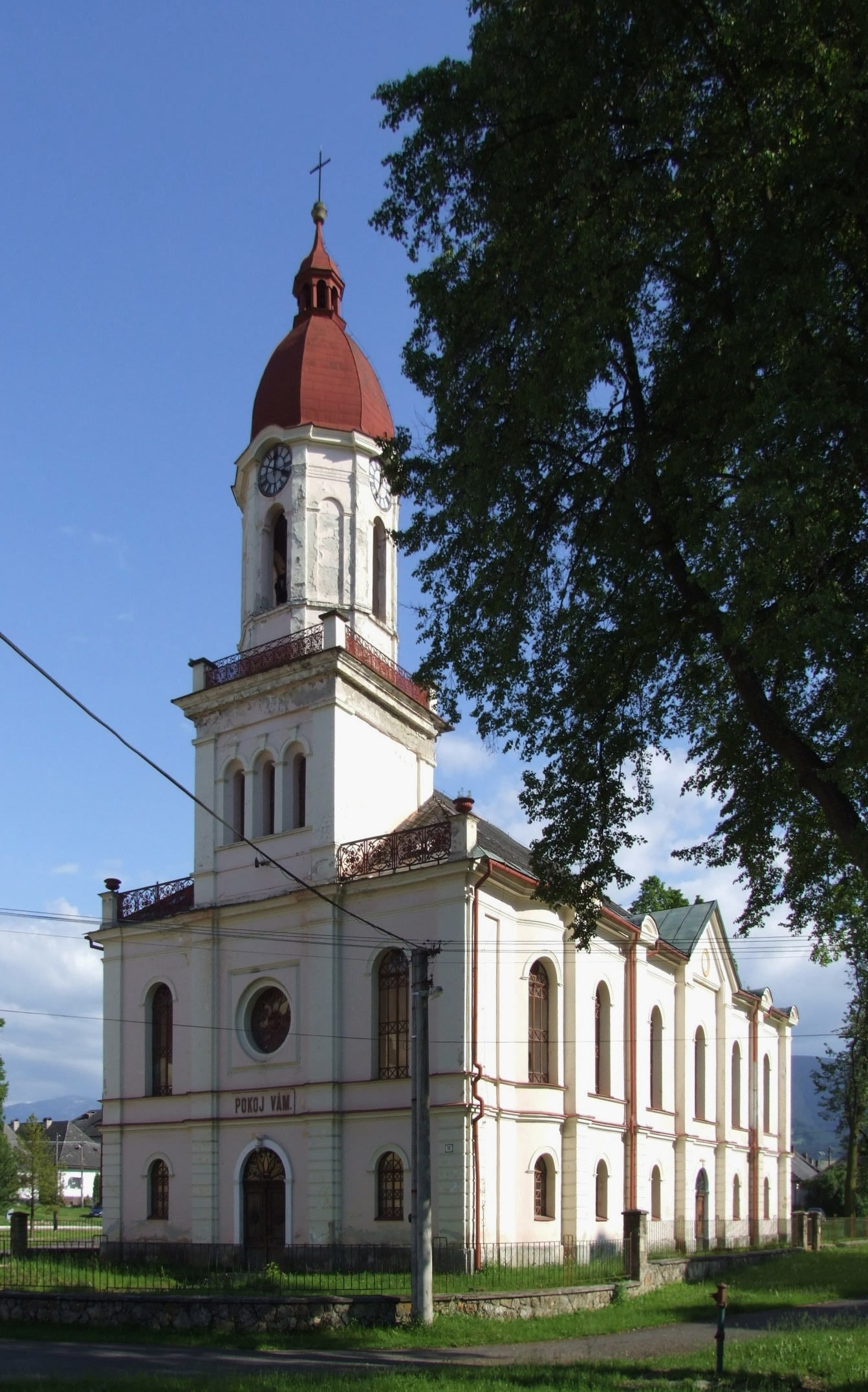
Klasycystyczny kościół ewangelicki

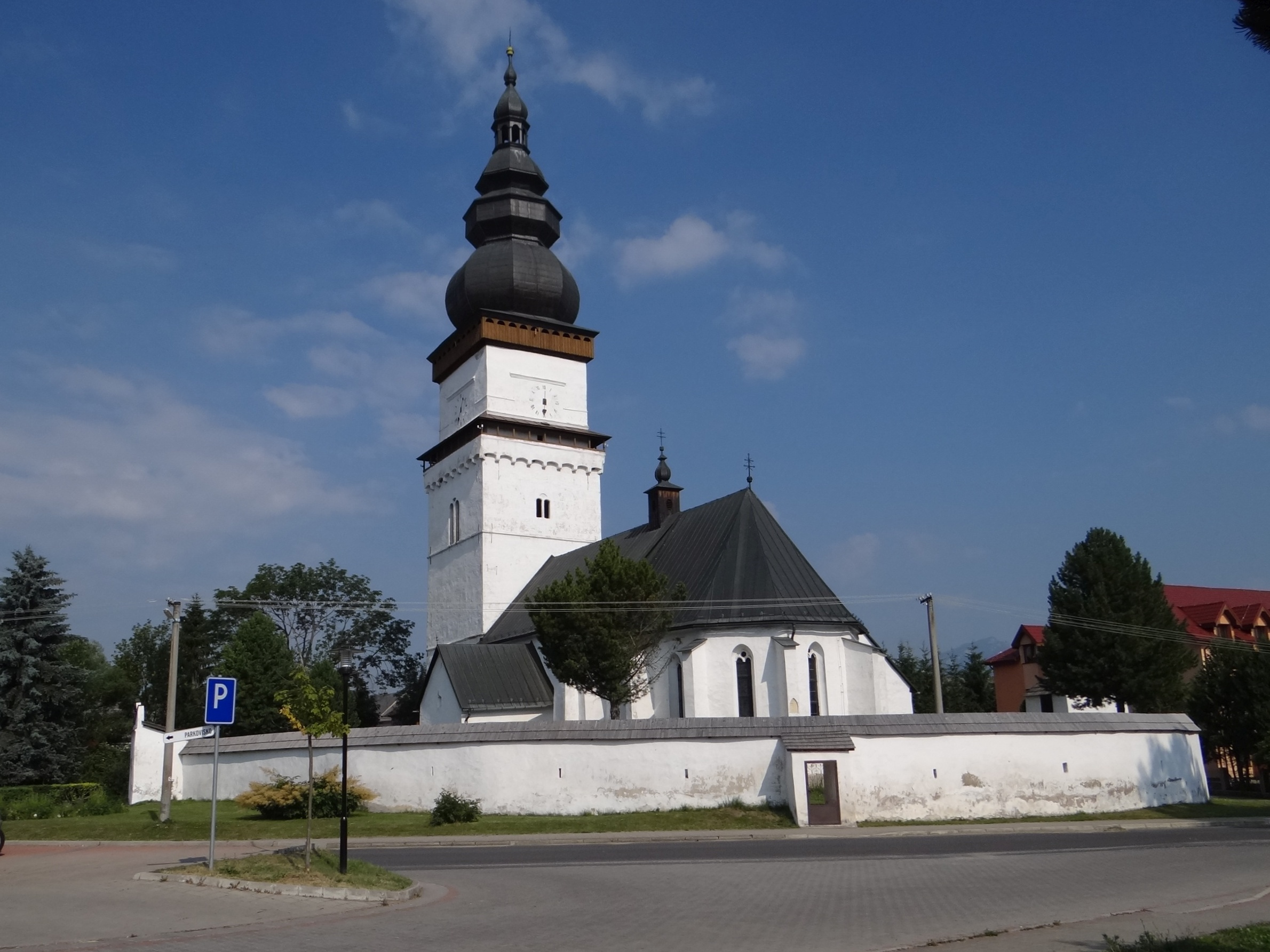
Kościół rzymskokatolicki św. Mateusza

Partizánska Ľupča, do 1946 Nemecká Ľupča (niem. Deutschliptsch, węg. Németlipcse) – wieś gminna (obec) w północnej Słowacji, w kraju żylińskim, w powiecie Liptowski Mikułasz.

## Położenie
Partizánska Ľupča leży 15 km na wschód od Rużomberku i 20 km na zachód od Liptowskiego Mikułasza. Zabudowania miejscowości znajdują się nad potokiem Ľupčianka, u wylotu Doliny Lupczańskiej w Niżnych Tatrach. W odległości 3 km od wsi leży Beszeniowa, w której znajdują się kąpieliska termalne. Od zapory wodnej Liptovská Mara wieś oddalona jest o 6 km.

## Historia
Pierwsza pisemna wzmianka na temat wsi pochodzi z 1252 roku. Pierwsze miejskie przywileje otrzymała Partizánska Ľupča w 1270 roku z nadania króla Beli IV. Dokument potwierdzający to wydarzenie pochodzi z 1263 roku. Nazwa miejscowości pochodzi od saskich kolonistów – było ich niewielu, ale zajęli czołowe stanowiska w miejscowości.

## Zabytki
- kościół rzymskokatolicki św. Mateusza, wybudowany w stylu gotyckim w XIII wieku. W wyniku przebudowy nabrał cechy renesansowe; posiada największą na Liptowie wieżę.
- kościół rzymskokatolicki Panny Marii Bolesnej, gotycki z przełomu XIII i XIV wieku, pierwotnie parafialny, obecnie przycmentarny.
- neoklasycystyczny kościół ewangelicki z 1887 roku, postawiony w miejscu wcześniejszego, z XVIII wieku.
- kościół rzymskokatolicki w dawnej górniczej osadzie Magurka z 1912, postawiony w miejscu drewnianej kapliczki.

## Osoby związane z miejscowością
We wsi urodzili się:
- Adam Chalupka (1767-1840), duchowny ewangelicki i pisarz religijny[7];
- Andrej Sokolík (1849-1913), dziennikarz i redaktor (redagował m.in. „Zborník Muzeálnej slovenskej spoločnosti”)[7].